# Alf Olesen
Alf Olesen (* 19. April 1921 in Kristianstad; † 27. Juni 2007 in Kopenhagen) war ein dänischer Hindernisläufer.
Über 3000 m Hindernis wurde er bei den Leichtathletik-Europameisterschaften 1946 in Oslo Vierter. Bei den Olympischen Spielen 1948 in London schied er im Vorlauf aus.
Je dreimal wurde er Dänischer Meister über 3000 m Hindernis (1945, 1946, 1948) sowie im Crosslauf (1944–1946), zweimal über 10.000 m (1945, 1946) und einmal über 5000 m (1945).

## Persönliche Bestzeiten
- 5000 m: 14:45,6 min, 13. Juli 1945, Stockholm
- 10.000 m: 31:37,8 min, 1946
- 3000 m Hindernis: 9:18,8 min, 25. August 1946, Oslo